# Paraoxypilus tasmaniensis
Paraoxypilus tasmaniensis es una especie de mantis de la familia Amorphoscelidae.

## Distribución geográfica
Se encuentra en Tasmania (Australia).